# Liste des navires de l'United States Navy : T-V
Cet article contient la liste de tous les bateaux de la Marine des États-Unis dont le nom commence par les lettres T à V.

## T

### T–Ta
- USS T-1 (SF-1/SS-52, SST-1)
- USS T-2 (SF-2/SS-60, SST-2)
- USS T-3 (SF-3/SS-61)
- USS T. A. Ward (1861)
- USS T. D. Horner (1859)
- USS Ta-Kiang (1862)
- USS Tabberer (DE-418)
- USS Tabora (AKA-45)
- USS Tackle (ARS-37/ARST-4/IX-217)
- USS Tacloban (PG-22)
- USS Tacoma (1893, C-18/PG-32/CL-20, PG-111/PF-3, PGM-92/PG-92)
- USS Taconic (AGC-17/LCC-17)
- USS Taconnet (YTB-417/YTM-417)
- USS Tacony (1863, SP-5)
- USS Tact (PG-98)
- USS Tadousac (AT-22)
- USS Taganak (AG-45)
- USS Taghkanic (1864)
- USS Tahchee (YN-43/YNT-11/YTM-736)
- USS Tahgayuta (1863)
- USS Tahoe (CM-2)
- USS Tahoma (1861, WPG-80)
- USS Takana (ID-3039)
- USS Takanis Bay (CVE-89/CVU-89/AKV-31)
- USS Takelma (AT-113/ATF-113)
- USS Takos (YTB-546/YTM-546)
- USS Talamanca (AF-15)
- USS Talbot (TB-15, DD-114/APD-7, DEG-4/FFG-4)
- USS Talbot County (LST-1153)
- USS Talita (AKS-8)
- USS Talladega (APA-208/LPA-208)
- USS Tallahassee (BM-9/IX-16, CL-61, CL-116)
- USS Tallahatchie (1863)
- USS Tallahatchie County (LST-1154/AVB-2)
- USS Tallahoma (1862)
- USS Tallapoosa (1863, 1915)
- USS Tallulah (AO-50/T-AO-50/T-AOT-50)
- USS Talofa (SP-1016)
- USS Taluga (AO-62/T-AO-62)
- USS Tamaha (YN-44/YNT-12)
- USS Tamalpais (AO-96/T-AO-96)
- USS Tamaqua (YTB-797)
- USS Tamaque (YN-52/YNT-20/YTM-741)
- USS Tamarack (SP-561)
- USS Tamaroa (1921/AT-62/YT-136/YTB-136, WAT-166/WATF-166/WMEC-166)
- USS Tambor (SS-198)
- USS Tampa (1912, WPG-48)
- USS Tampico (1840s)
- USS Tanager (AM-5, AM-385/MSF-385/WTR-885)
- USS Tanamo (ID-2176)
- USS Tananek Bay (CVE-88)
- USS Taney (1834, WPG-37)
- USS Tang (SS-306, SS-563)
- USS Tangier (SP-469, AV-8)
- USS Tanguingui (SP-126)
- USS Taniwha (SP-129)
- USS Tanner (AGS-15, T-AGS-40)
- USS Tantalus (ARL-27)
- USS Tapacola (AMc-54/IX-230)
- USS Taposa (YFB-1163)
- USS Tappahannock (AO-43)
- USS Tarantula (SS-12, SP-124)
- USS Tarawa (CV-40/CVA-40/CVS-40/AVT-12, LHA-1)
- USS Tarazed (AF-13)
- USS Tarbell (DD-142)
- USS Targeteer (YV-3)
- USS Tarpon (SS-14, SS-175)
- USS Tarrant (AK-214)
- USS Tarrytown (PC-1252)
- USS Tartar (1869)
- USS Tasco (SP-502)
- USS Tasker H. Bliss (AP-42)
- USS Tatarrax (YT-372/YTB-372/YTM-372)
- USS Tate (AKA-70)
- USS Tatnuck (AT-27/ATO-27, ATA-195)
- USS Tatoosh (YAG-1)
- USS Tattnall (DD-125/APD-19, DDG-19)
- USS Tatum (DE-789/APD-81)
- USS Taupata (YAG-26)
- USS Taurus (AF-25, T-AK-273/T-LSV-8, PHM-3)
- USS Taussig (DD-746, DE-1030)
- USS Tautog (SS-199, SSN-639)
- USS Tavibo (YTB-246)
- USS Tawah (1863)
- USS Tawakoni (AT-114/ATF-114)
- USS Tawasa (AT-92/ATF-92)
- USS Taylor (DD-94, DD-468/DDE-468, FFG-50)
- USS Tazewell (APA-209)
- USS Tazha (YT-147/YTB-147/YTM-147)

### Tc–Te
- USS Tchifonta (1814)
- USS Teaberry (YN-29/AN-34)
- USS Teak (YN-30/AN-35)
- USS Teal (AM-23/AVP-5)
- USS Teaser (1861, SP-933)
- USS Tech III (SP-1055)
- USS Tech Jr. (SP-1761)
- USS Tecumseh (1863, YT-24/YTM-24, YT-273, SSBN-628)
- USS Tekesta (AT-93/ATF-93)
- USS Telamon (ARB-8)
- USS Telfair (APA-210/LPA-210)
- USS Tellico (AOG-74)
- USS Tempest (1862, 1869, PC-2/WPC-2)
- USS Temptress (PG-62)
- USNS Tenacious (T-AGOS-17)
- USS Tenacity (PG-71)
- USS Tenadores (1913)
- USS Tench (SS-417/AGSS-417)
- USS Tenedos (1861)
- USS Tenino (AT-115/ATF-115)
- USS Tennessee (1862, 1863, 1865, ACR-10, BB-43, SSBN-734)
- USS Tensas (1860)
- USS Tensaw (YTB-418/YTM-418)
- USS Tercel (AM-386/MSF-386)
- USS Terebinth (YN-78/AN-59)
- USS Teresa (ID-4478)
- USS Tern (SP-871, AM-31/AT-142/ATO-142)
- USS Ternate (ID-2697)
- USS Terrebonne Parish (LST-1156)
- USS Terrell County (LST-1157)
- USS Terrier (1822, SP-960)
- USS Terror (1863, BM-4, CM-5/MM-5/MMF-5)
- USS Terry (DD-25, DD-513)
- USS Tesota (YN-95/AN-71/ATA-217)
- USS Teton (AGC-14)
- USS Tetonkaha (AOG-41)
- USS Texan (ID-1354)
- USS Texas (1892, BB-35, DLGN-39/CGN-39, SSN-775)

### Th
- USS Thach (FFG-43)
- USS Thaddeus Parker (DE-369)
- USS Thalia (PYc-20)
- USS Thames River (LSM(R)-534)
- USS Thatcher (DD-162, DD-514)
- USS The Sullivans (DD-537, DDG-68)
- USS Theenim (AKA-63)
- USS Thelma (1911)
- USS Theodore E. Chandler (DD-717)
- USS Theodore Roosevelt (1906, SSBN-600/SSN-600, CVN-71)
- USS Theta (1864)
- USS Thetis (1881, SP-391, WPC-115)
- USS Thetis Bay (CVE-90/CVHA-1/LPH-6)
- USS Thistle (1862, SP-1058)
- USS Thomas (DD-182, DE-102)
- USS Thomas A. Edison (SSBN-610/SSN-610)
- USS Thomas Blackhorne (1917)
- USS Thomas Buckley (1918)
- USS Thomas C. Hart (DE-1092/FF-1092)
- USRC Thomas Corwin (1876)
- USS Thomas E. Fraser (DD-736/DM-24/MMD-24)
- USS Thomas F. Nickel (DE-587)
- USS Thomas Freeborn (1861)
- USNS Thomas G. Thompson (T-AGOR-9/IX-517, T-AGOR-23)
- USS Thomas Graham (1918)
- USS Thomas H. Barry (AP-45)
- USS Thomas Henrix (1918)
- USS Thomas Hudner (DDG-116)
- USS Thomas J. Gary (DE-61, DE-326/DER-326)
- USS Thomas Jefferson (AP-60/APA-30, SSBN-618/SSN-618)
- USS Thomas Laundry (1918)
- USS Thomas S. Gates (CG-51)
- USS Thomas Stone (AP-59/APA-29)
- USNS Thomas Washington (T-AGOR-10)
- USS Thomason (DE-203)
- USS Thomaston (LSD-28)
- USS Thompson (DD-305, DD-627/DMS-38)
- USS Thor (ARC-4/T-ARC-4)
- USS Thorn (DD-505, DD-647, DD-988)
- USS Thornback (SS-418)
- USS Thornborough (DE-565)
- USS Thornhill (DE-195)
- USS Thornton (TB-33, DD-270/AVD-11)
- USS Thrasher (SS-26, SP-546, AMS-203/MSC-203)
- USS Threadfin (SS-410)
- USS Threat (AM-124/MSF-124)
- USS Thresher (SS-200, SSN-593)
- USS Thrush (AM-18/AVP-3, AMS-204/MSC-204)
- USS Thuban (AK-68/AKA-19/LKA-19)
- USS Thunder (1862)
- USS Thunderbolt (PC-12/WPC-12)
- USS Thunderer (1869)
- USS Thurston (AP-77)

### Ti–Tl
- USS Tiburon (SS-529)
- USS Tickler
- USS Ticonderoga (1814, 1863, 1918, ID-1968, CV-14, DDG-47/CG-47)
- USS Tide (SP-953, AM-125)
- USS Tidewater (AD-31)
- USS Tiger (ID-1640, WPC-152)
- USS Tigress (1813, 1861, 1871, 1905)
- USS Tigrone (SS-419/SSR-419/AGSS-419)
- USS Tilefish (SS-307)
- USS Tillamook (AT-16/YT-122/YTM-122, SP-269, ATA-192)
- USS Tillman (DD-135, DD-641)
- USS Tills (DE-748)
- USS Timbalier (AVP-54)
- USNS Timber Hitch (ORV-17/T-AGM-17)
- USS Timmerman (DD-828/EDD-828/AG-152)
- USS Timor (1861)
- USS Tingey (TB-34, DD-272, DD-539)
- USS Tingles (AG-144/AKL-13)
- USS Tinian (CVE-123/CVHE-123/AKV-23)
- USS Tinosa (SS-283, SSN-606)
- USS Tinsman (DE-589)
- USS Tioga (1862, 1916)
- USS Tioga County (LST-1158/T-LST-1158)
- USS Tippecanoe (1864, AO-21, T-AO-199)
- USS Tipton (AK-215, PC-1231/PCC-1231)
- USS Tirante (SS-420)
- USS Tiru (SS-416)
- USS Tisdale (DE-33, DE-278)
- USNS Titan (T-AGOS-15)
- USS Titania (AK-55/AKA-13)
- USS Tivives (1911)
- USS Tjikembang (1914)
- USS Tjisondari (1915)
- USS Tlingit (YTB-497/YTM-497)

### To
- USS Toad (1914)
- USS Tocobaga (YTB-709)
- USS Tocsam (1910)
- USS Todd (AKA-71)
- USS Toiler (ARS-47)
- USS Toka (YT-149/YTB-149/YTM-149)
- USS Token (AM-126/MSF-126)
- USS Toledo (CA-133, PG-141, SSN-769)
- USS Tolland (AKA-64)
- USS Tollberg (DE-593/APD-103)
- USS Tolman (DD-740/DM-28/MMD-28)
- USS Tolovana (AO-64/T-AO-64)
- USS Tolowa (AT-116/ATF-116)
- USS Tom Bowline (1814)
- USS Tom Green County (LST-1159)
- USS Tomahawk (AO-88/T-AO-88, YTB-789)
- USS Tomatate (SS-421)
- USS Tombigbee (AOG-11)
- USS Tomich (DE-242)
- USS Tommy Traddles (1906)
- USS Tonawanda (1864, YN-115/AN-89)
- USS Tonkawa (ATA-176/T-ATA-176, YTB-710, YTB-786)
- USS Tonopah (BM-8)
- USS Tonowek Bay (CVE-104)
- USNS Tonti (T-AOG-76)
- USS Tontogany (YTB-821)
- USS Tooele (PC-572)
- USS Topa Topa (AF-29)
- USS Topawa (YTB-419/YTM-419)
- USS Topaz (PYc-10)
- USS Topeka (PG-35/IX-35, CL-67/CLG-8, SSN-754)
- USS Topenebee (YT-373/YTB-373/YTM-373)
- USS Topila (ID-3001)
- USS Torch (1814)
- USS Torchwood (YN-74/AN-55)
- USS Tornado (PC-14/WPC-14)
- USS Toro (SS-422/AGSS-422)
- USS Torpedo (1814)
- USS Torrance (AKA-76)
- USS Torrington (BDE-568)
- USS Torry (AG-140/AKL-11)
- USS Torsk (SS-423/AGSS-423/IXSS-423)
- USS Tortola (PF-91)
- USS Tortuga (LSD-26, LSD-46)
- USS Totem Bay (CVE-111)
- USS Toucan (AM-387/MSF-387)
- USS Toucey (DD-282)
- USS Tourist (PYc-32)
- USS Tourmaline (PY-20)
- USS Towaliga (AOG-42)
- USS Towanda (PC-592)
- USS Towers (DD-959/DDG-9)
- USS Towhee (AM-388/MSF-388/AGS-28)
- USS Towner (AKA-77)
- USS Townsend (AV-18)
- USS Toxaway (SP-743)

### Tr
- USS Trabajador (1931)
- USS Tracer (AGR-15)
- USS Tracy (DD-214/DM-19)
- USS Traffic (1891)
- USS Tramp (SP-646)
- USS Tranquillity (AH-14/APH-114)
- SS Transcolorado (T-AK-2005)
- USS Transfer (IX-46)
- MV Transpacific
- USS Trapper (ACM-9)
- USS Trathen (DD-530)
- USS Traveler (SP-122)
- USS Traveller (1805)
- USS Traverse (AK-216)
- USS Traverse County (LST-1160/T-LST-1160)
- USCGC Travis (WPC-153)
- USS Traw (DE-350)
- USS Treasure (YFB-24)
- USS Trefoil (1865, IX-149)
- USS Trego (AKA-78)
- USS Trembler (SS-424)
- USS Trenton (1876, CL-11, LPD-14, JHSV-5)
- USS Trepang (SS-412/AGSS-412, SSN-674)
- USS Trever (DD-339/DMS-16/AG-110)
- USS Triana (1865, IX-223)
- USS Triangulum (AK-102)
- USS Trident (AMc-107)
- USS Trieste (1953)
- USS Trieste II (DSV-1)
- USS Trigger (SS-237, SS-564)
- USS Trilby (SP-673)
- USS Trimount (AM-18)
- USS Tringa (ASR-16)
- USS Trinity (AO-13)
- USS Trinity River (LSM(R)-535)
- USS Tripoli (CVE-64/CVU-64/T-CVU-64, LPH-10, LHA-7)
- USS Trippe (1812, DD-33, DD-403, DE-1075/FF-1075)
- USS Tristram Shandy (1864)
- USS Triton (YT-10, ID-3312, SS-201, WPC-116, SSRN-586/SSN-586)
- USS Tritonia (1863)
- USS Triumph (AM-323/MSF-323/MMC-3, T-AGOS-4)
- USS Trocadero Bay (CVE-119)
- USS Troilus (AKA-46)
- USS Trollope (DE-566)
- USS Troup (1812)
- USS Trousdale (AKA-79)
- USS Trout (SS-202, SS-566)
- USS Troy (ID-1614)
- USS Truant (PYc-14)
- USS Truckee (AOG-75, AO-147/T-AO-147)
- USS Truett (DE-1095/FF-1095/FFT-1095)
- USS Trumbull (galère, 1776, USS Trumbull (1776), 1799)
- USS Trumpeter (DE-180, DE-279)
- USS Trumpetfish (SS-425)
- USS Trutta (SS-421)
- USS Truxtun (1842, DD-14, DD-229, DE-282/APD-98, DLGN-35/CGN-35, DDG-103)
- USS Tryon (APH-1)

### Ts-Tu
- MV TSgt John A. Chapman (AK-323)
- USS Tucana (AK-88)
- USS Tucker (DD-57, DD-374)
- USS Tucson (CL-98/CLAA-88, SSN-770)
- USS Tucumcari (PGH-2)
- USS Tudno (1891)
- USS Tulagi (CVE-72)
- USS Tulare (AK-217, AKA-112/LKA-112)
- USS Tularosa (AOG-43)
- USS Tulip (1862, 1908)
- USS Tullibee (SS-284, SSN-597)
- USS Tulsa (PG-22, CA-129, LCS-16)
- USS Tuluran (AG-46)
- USS Tumult (AM-127/MSF-127)
- USS Tuna (SS-27, SP-664, SS-203)
- USS Tunica (ATA-178)
- USS Tunis (AK-47)
- USS Tunny (SS-282/SSG-282/APSS-282/LPSS-282, SSN-682)
- USS Tunxis (1864, YN-119/AN-90)
- USS Tupelo (YN-75)
- USS Turaco (AMc-55)
- USS Turandot (AKA-47)
- USS Turbot (SS-31, SS-427)
- USS Turkey (AM-13/AT-143/ATO-143, AMS-56/MSC(O)-56)
- USS Turner (DD-259, DD-506, DD-648, DD-834/DDR-834)
- USS Turner Joy (DD-951)
- USS Turquoise (PY-18)
- USS Turtle (1775, DSV-3)
- USS Tuscaloosa (CA-37, LST-1187)
- USS Tuscana (AKN-3)
- USS Tuscarora (1861, AT-77/YT-341/YTB-341/ATA-245)
- USS Tuscola (YT-280/YTB-280)
- USS Tuscumbia (1862, YTB-762)
- USS Tusk (SS-426)
- USS Tuskegee (YTB-806)
- USS Tutahaco (YTB-524/YTM-524)
- USS Tutuila (PG-44/PR-4, ARG-4)
- USS Tweedy (DE-532)
- USS Twiggs (DD-127, DD-591)
- USS Twilight (AP-94)
- USNS Twin Falls (T-AGM-11/T-AGS-37)
- USS Twining (DD-540)
- USS Two Sisters (1856)
- USS Tybee (1895)
- USS Tyee (1884)
- USS Tyler (1857, DE-567)
- USS Typhon (ARL-28)
- USS Typhoon (PC-5)
- USS Tyrrell (AKA-80)

## U
- USS U-111
- USS U-117
- Modèle:USS U-140
- USS U-2513
- USS U-3008
- USS UB-148
- USS UB-88
- USS UC-97
- USS U. S. Grant (1871, AP-29)
- USS Uhlmann (DD-687)
- USS Ukiah (PCC-1251)
- USS Ulitka Bay (AVG-91/ACV-91/CVE-91)
- USS Ulua (SS-428)
- USS Ulvert M. Moore (DE-442)
- USS Ulysses (1914, ARB-9)
- USS Ulysses S. Grant (SSBN-631)
- USS Umpqua (1865, AT-25/ATO-25, ATA-209)
- USS Unadilla (1861, YT-4/YTM-4, ATA-182)
- USS Unalga (1912, WAK-185)
- USS Uncas (1843, 1893, SP-689, AT-51/YT-110, YT-242/YTB-242)
- USS Undaunted (ID-1950/YT-125/AT-58/ATO-58, ATA-199, AFDL-26)
- USS Underhill (DE-682)
- USS Underwood (FFG-36)
- USS Underwriter (1852, SP-1390/YT-44)
- USS Undine (1863, 1893)
- USS Unicoi (IX-216)
- USS Unicorn (SS-429, SS-436)
- USS Unimak (AVP-31/WAVP-379/WHEC-379/WTR-379)
- USS Union (1841, 1846, 1861, AKA-106/LKA-106)
- USS Uniontown (PF-65)
- USS Unit (1862)
- USS United States (1797, CC-6, CVA-58, CVN-75)
- USS Upham (DE-283/APD-99)
- USS Upshur (DD-144/AG-103, T-AP-198)
- USS Uranus (AF-14)
- USS Urdaneta (1883)
- USS Urgent (ARS-48)
- USS Usage (AM-130)
- USS Utah (BB-31/AG-16)
- USS Ute (AT-76/ATF-76/T-ATF-76/WMEC-76)
- USS Utina (AT-163/ATF-163)
- USS Utowana (SP-951)
- USS Uvalde (AKA-88)

## V
- USS V-1 (SF-4/SS-163)
- USS V-2 (SF-5/SS-164)
- USS V-3 (SF-6/SS-165)
- USS V-4 (SF-7/SS-166)
- USS V-5 (SC-1)
- USS V-6 (SC-2)
- USS V-7 (SF-10/SC-3)
- USS V-8 (SC-4)
- USS V-9 (SC-5)
- USS V-43 (1915)

### Va
- MV VADM K. R. Wheeler (T-AG-5001)
- USS Vaga (YT-116, YT-374/YTB-374/YTM-374)
- USS Vagrant (PYc-30)
- USS Valcour (AVP-55/AGF-1)
- USS Valdez (DE-1096/FF-1096)
- USS Valeda (SP-592)
- USS Valencia (AKA-81)
- USS Valentine (AF-47)
- USS Valeria (AKA-48)
- USS Valiant (SP-535, PYc-51, YT-802)
- USS Vallejo (CL-112, PG-205/PF-97, CL-146)
- USS Valley City (1859)
- USS Valley Forge (CV-37, CV-45/CVA-45/CVS-45/LPH-8, CG-50)
- USS Valor (AMc-108, AM-472//MSO-472)
- USS Valparaiso (1836)
- USS Valve (ARS-28)
- USS Vamarie (1933)
- USS Vammen (DE-644)
- USS Van Buren (1839, PG-150/PF-42)
- USS Van Valkenburgh (DD-656)
- USS Van Voorhis (DE-1028)
- USS Vanadis (AKA-49)
- USS Vance (DE-387/WDE-487/DER-387)
- USS Vancouver (LPD-2)
- USS Vandalia (1828, 1876, IX-191, PC-1175)
- USS Vandegrift (FFG-48)
- USS Vanderbilt (1862)
- USS Vanderburgh (AKS-19/APB-48)
- USS Vandivier (DE-540/DER-540)
- USS Vanguard (T-AG-194/T-AGM-19)
- USS Vara (PC-509)
- USS Varian (DE-798)
- USS Varuna (1861, AGP-5)
- USS Vashon (YFB-19)
- USS Vaterland (1917)
- USS Vaud J. (SP-3361)

### Ve
- USS Vedette (1914, SP-163)
- USS Veendijk (ID-2515)
- USS Vega (SP-734, AK-17, AF-59, T-AK-286)
- USS Vela (AK-89/T-AK-89)
- USS Vella Gulf (CVE-111/CVHE-111/AKV-11, CG-72)
- USS Velocipede (SP-1258)
- USS Velocity (1862, SP-446, AM-128/MSF-128)
- USS Venango (AKA-82)
- USS Vencedor (SP-669)
- USS Vendace (SS-430)
- USS Venetia (SP-431)
- USS Venetian Maid (SP-188)
- USS Vengeance (1779, 1805)
- USS Vent (ARS-29)
- USS Venture (SP-616, PYc-52, AM-496/MSO-496)
- USS Venus (AK-135)
- USS Verbena (1864)
- USS Verdi (SP-979)
- USS Verdin (AMS-38/MSC(O)-38, ASR-17)
- USS Vergana (SP-519)
- USS Veritas (AKA-50)
- USS Vermilion (AKA-107/LKA-107)
- USS Vermillion (ACV-52/CVE-52)
- USS Vermillion Bay (CVE-108)
- USS Vermont (1848, BB-20)
- USS Verna & Esther (SP-1187)
- USS Vernon County (LST-1161)
- USS Vesole (DD-878/DDR-878)
- USS Vesta (ID-2506)
- USS Vestal (AC-1/AR-4)
- USS Vester (SP-686)
- USS Vesuvius (1806, 1846, 1869, 1888, AE-15)

### Vi
- USS Viburnum (YN-76/AN-57)
- USS Vicksburg (1863, PG-11, CL-81, CL-86, CG-69)
- USS Victor (SP-1995, AMc-109)
- USS Victoria (1855, AO-46, T-AK-281)
- USS Victorine (SP-951)
- USS Victorious (ID-3514, T-AGOS-19)
- USS Victory (1863)
- USS Vidette (1907)
- USS Vidofner (SP-402)
- USS Vigil (YAGR-12/AGR-12)
- USS Vigilance (AM-324/MSF-324)
- USS Vigilant (1812, YT-25, SP-406, WPC-154)
- USS Vigor (AMc-110, AM-473/MSO-473)
- USNS Vigorous (T-AGOS-12)
- USS Viking (1883, SP-3314, ARS-1)
- USS Vileehi (IX-62)
- USS Villalobos (1896, PG-42, IX-145)
- USS Vim (PG-99)
- USS Vincennes (1826, CA-44, CL-64, CG-49)
- USS Vincent (SP-3246)
- USS Vindicator (1863, T-AGOS-3/WMEC-3)
- USS Vinton (AKA-83)
- USS Violet (1862, WAGL-250)
- USS Viper (1806, 1814, SS-10)
- USS Vireo (AM-52/AT-144/ATO-144, AMS-205/MSC-205)
- USS Virginia (1776, 1797, 1825, 1861, BB-13, SP-274, SP-746, SP-1965, DLGN-38/CGN-38, SSN-774)
- USS Virginian (1904, ID-3920, T-AKR-9205)
- USS Virgo (AK-69/AKA-20/AE-30)
- USS Vision (SP-744, SP-1114)
- USS Visitor (SP-2266)
- USS Vital (AM-129, AM-474/MSO-474)
- USS Vitality (PG-100)
- USS Vitesse (SP-1192)
- USS Vittorio Emmanuele III (ID-3095)
- USS Vivace (SP-583)
- USS Vixen (1803, 1813, 1846, 1861, 1869, PY-4, PG-53)

### Vo–Vu
- USS Voge (DE-1047/FF-1047)
- USS Vogelgesang (DD-862, DE-284)
- USS Volador (IX-59, SS-490)
- USS Volans (AKS-9)
- USS Volunteer (1863, ID-3242)
- USS Von Steuben (ID-3017, SSBN-632)
- USS Voyager (SP-361)
- USS Vreeland (DE-1068/FF-1068)
- USS Vulcan (1884, AC-5, AR-5)